# Maksymilian Sułkowski
Maksymilian Sułkowski (Maksymilian Jan Ludwik) herbu Sulima (ur. 6 kwietnia 1816 w Bielsku, zm. 6 października 1848 w Wiedniu) – książę bielski z magnackiego rodu Sułkowskich. 

## Życiorys
Najmłodszy syn Jana Nepomucena Sułkowskiego, V księcia bielskiego, pułkownika napoleońskiego i pracownika francuskiego wywiadu oraz Luizy von Larisch-Nimsdorf, pani na Osieku i Słupnej  . Wnuk Franciszka Sułkowskiego, IV księcia bielskiego, i prawnuk Aleksandra Józefa Sułkowskiego, I księcia bielskiego. Brat Ludwika Sułkowskiego, VI księcia bielskiego. Dziedziczył po matce majątek Słupna–Brzezinka. Według zachowanych relacji cechowała go duża wrażliwość emocjonalna, był nerwowy, targany namiętnościami: z jednej strony uprzejmy, okrzesany i zmysłowy, z drugiej zblazowany lekkoduch, typowy przedstawiciel swego stanu. Był człowiekiem dobrze wykształconym, wyróżniał się znajomością współczesnej literatury francuskiej, sprzeciwiał się używaniu arystokratycznej tytulatury .

### Dzieciństwo i młodość
Dzieciństwo spędzał wraz ze starszym bratem na bielskim zamku, gdzie wychowany był w duchu polskim. Jednak jego edukacja gimnazjalna przypadła na czas, gdy ojciec za swą niegdysiejszą działalność pronapoleońską przebywał w habsburskim areszcie pozbawiony tytułu szlacheckiego i praw do majątku (od 1824). Jeszcze z jego inicjatywy znalazł się w gimnazjum w Bochni, gdzie pobierał nauki w środowisku młodzieży z polskich rodzin szlacheckich. Jednak władze austriackie i ciotka Julianna Metternich z domu Sułkowska (1776–1839) widzieli jego kształcenie w duchu niemieckim, dlatego też trafił do gimnazjum w Cieszynie. Od jesieni 1829, staraniem opiekuna prawnego wuja Karola Larischa (Józef Eugeniusz Karol Larisch, 1788–1869) i władz cesarskich, uczęszczał do Akademii Inżynierskiej w Wiedniu, gdzie po pewnym czasie zaczął sprawiać trudności wychowawcze. W połowie 1832 został usunięty z uczelni za atak nożem na wykładowcę i próbę targnięcia się na własne życie. Bez wątpienia bezpośrednim powodem takiego zachowania była sytuacja rodzinna, w 1831 ojciec został uwięziony w twierdzy Theresienstadt (Terezin), gdzie zmarł na początku listopada 1832. Maksymilian uzyskał pełnoletniość w 1838, po czym brat powierzył mu na pewien czas zarząd bielskim fideikomisem.

### Służba wojskowa
Maksymilian służbę w armii austriackiej podjął zapewne w 1833. W latach 1835–1836 odbywał ją jako kadet w 5. Czeskim Regimencie Szwoleżerów „Andreas von Schneller” (Böhmisches Chevaux-Legers-Regiment Nr. 5) ze sztabem w Osijeku  . W 1836 porzucił armię austriacką i udał się do Francji, gdzie 27 maja zaciągnął się w Marsylii jako fizylier do Legii Cudzoziemskiej, z kontraktem na trzy lata. Po krótkim czasie odmówił walki na terenie Hiszpanii i 8 sierpnia 1836 został zwolniony ze służby. Niewykluczone, że na początku lat czterdziestych przebywając w Republice Nowej Granady wziął udział w tamtejszym powstaniu albo też w walkach o tak zwaną Linię Schomburgka pomiędzy Wenezuelą a Gujaną Brytyjską. Od początku 1848 zaangażował się militarnie w wydarzenia Wiosny Ludów .

### Podróżnik

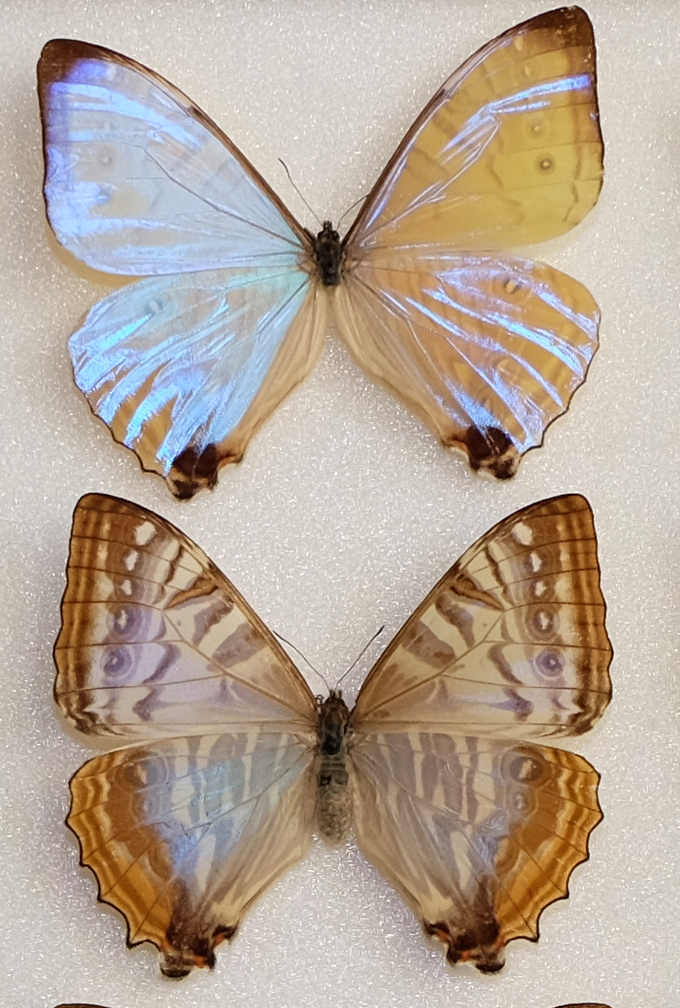
Morpho sulkowskyi

Pod koniec 1839 matka zapisała mu stałą sumę apanaży, co pozwoliło na realizowanie kolejnych planów . W latach 1841–1843 młody książę odbył wyprawę do Wenezueli i Republiki Nowej Granady (Kolumbii) – zapewne dwukrotnie. W trakcie podróży zajmował się zdobywaniem rzadkich i nieznanych okazów przyrodniczych, zwłaszcza owadów, ptaków, ssaków i gadów, które przywiózł ze sobą do Europy. Do zbiorów Muzeum Historii Naturalnej w Wiedniu (Naturhistorisches Museum Wien) trafił między innymi zespół czterystu motyli. Kustosz muzeum, pochodzący ze Śląska entomolog Vincenz Kollar, dokonał opracowania trzydziestu ośmiu gatunków z przywiezionego zespołu. Wyniki swych badań opublikował w 1849. Pośród opisanych według ówczesnej systematyki motyli znalazły się: Morpho sulkowskyi (nazwa stworzona na cześć odkrywcy księcia Maksymiliana Sułkowskiego), Parides gundlachianus, Protesilaus protesilaus, Papilio eurymas, Papilio agathokles, Papilio arbates, Papilio erithalion, Papilio phaenon, Papilio varus, Papilio polydamas, Papilio americus, Papilio thoas, Papilio cleotas, Morpho peleides, Morpho atreus, Morpho prometheus, Morpho teucer, Morpho anaxarete, Euterpe leucodroisime, Euterpe radiata, Euterpe exlamationis, Euterpe chrysolopha, Leptalis nemesis, Leptalis casta, Leptalis penthica, Pieris lypera, Pieris phaloe, Pieris catogramma, Pieris ilaire, Pieris monuste, Pieris elodia, Callidryas argante, Callidryas eubule, Colias erythrogrammus, Terias proterpia, Terias xantochlora, Terias deflorata, Terias elathea. Okazało się, że dwadzieścia z nich było dotychczas nieznanych i wniosło uzupełnienie do odkryć Aleksandra von Humboldta. Kolekcja przywieziona przez Maksymiliana do dzisiaj przechowywana jest w wiedeńskim muzeum.

### Rewolucjonista

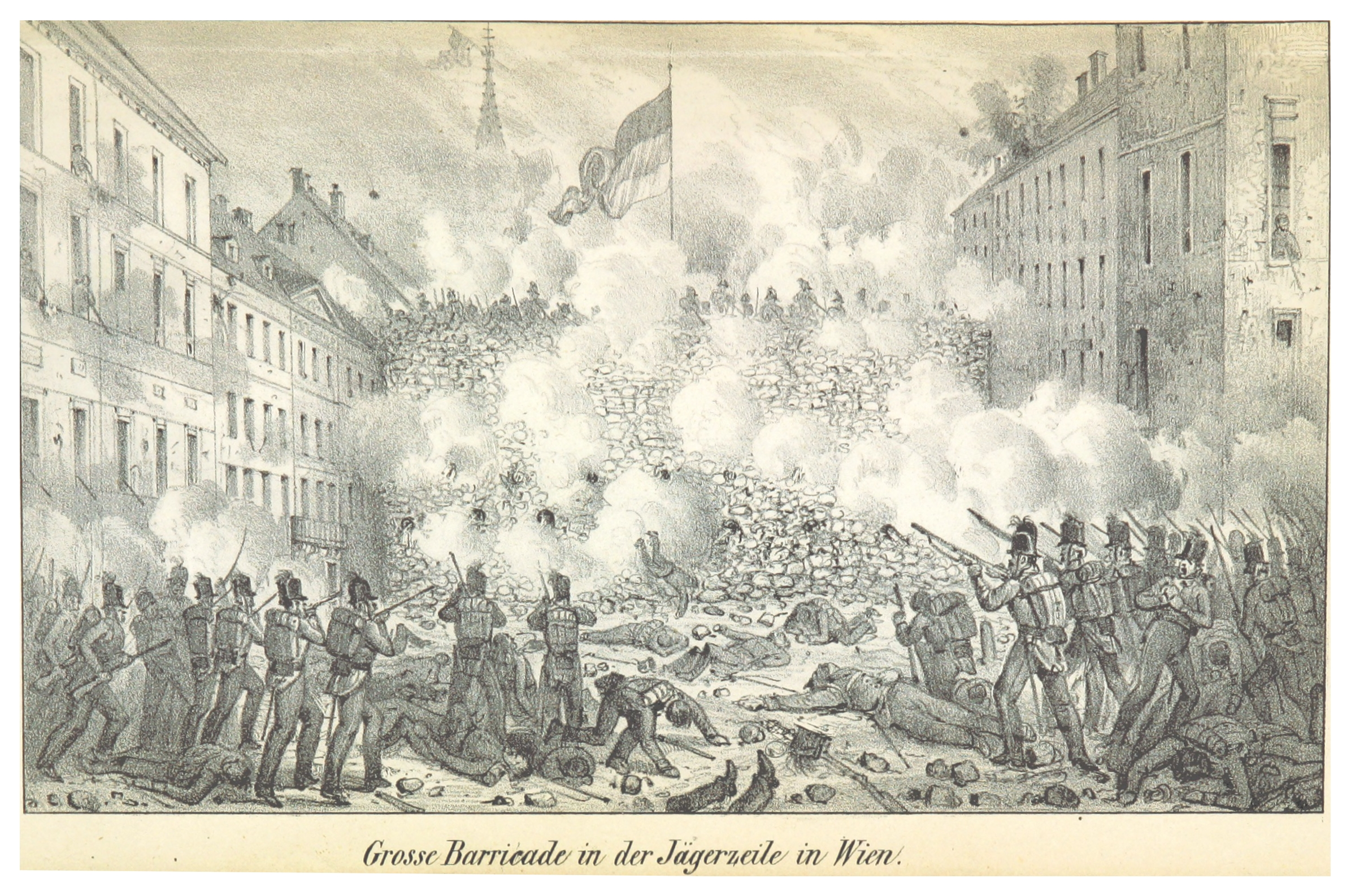
Rewolucyjny październik 1848 roku na ulicach Wiednia

Maksymilian od początku 1848 zaangażował się w wydarzenia Wiosny Ludów. Od 28 stycznia przebywał w Wiedniu, który opuścił 6 marca wyjeżdżając do Słupnej po otrzymaniu wieści o śmierci matki. Po jej pogrzebie (9 marca) pozostał w majątku nad Przemszą, gdzie organizował oddział strzelców dla mającego wybuchnąć powstania w Krakowie. Przybywali tu uchodźcy z Galicji i emigranci z Francji, m.in.: Władysław Jordan, Leopold Mars, niejaki Przedpełski (Jan lub Paweł – członkowie Towarzystwa Demokratycznego Polskiego w Rouen) oraz najprawdopodobniej Władysław Kościelski. Dobra Sułkowskich nad Przemszą stały się formalnym miejscem zgrupowania ludzi, którzy pod pozorem polowań przeprowadzali ćwiczenia o charakterze wojskowym. Maksymilian pośredniczył w dostawie broni z Wrocławia do Krakowa. Po stłumieniu przez Austriaków krakowskiej rewolty (26 kwietnia 1848) i samobójstwie w Słupnej jednej z podkomendnych, Augusty Struziny (9 maja 1848), władze pruskie wydały polecenie usunięcia z majątku księcia wszystkich polskich emigrantów grożąc mu aresztowaniem. Po rozwiązaniu obozu Maksymilian udał się do Wiednia, gdzie związał się z tamtejszą Gwardią Narodową. W czerwcu austriacka policja uznała go za niebezpiecznego przedstawiciela arystokracji . Dnia 6 października 1848 stanął na czele jednego z oddziałów zrewoltowanych mieszczan, walczących o Arsenał na Renngasse. Po czternastogodzinnej walce około godziny 22.00 zginął od wystrzału armatniego. W materiałach prasowych relacjonujących wydarzenia z powstańczego Wiednia Maksymilian określany był jako młody Polak, słynący z podróży do Ameryki, członek Gwardii Narodowej, który złożył największą ofiarę w trakcie najgwałtowniejszego ognia, pośród innych walecznych osób, którym niestraszna była śmierć . Został pochowany trzy dni później na cmentarzu w dzielnicy Heiligenstadt .

### Życie prywatne
Jedyną żoną Maksymiliana była poślubiona na kontynencie południowoamerykańskim Kreolka Filippa Reaño (ur. ok. 1824 w Republice Nowej Granady, zm. 15 sierpnia 1844 w Wiedniu). Miał z nią jedynego syna Filipa Maksymiliana Sułkowskiego (ur. 30 września 1842 w Wiedniu, zm. 4 czerwca 1850 w Słupnej). Księciu przypisuje się także romans z podejrzaną o zabójstwo jego matki Florentyną Trzaskalik oraz Augustą Struziną (Henryka Kapuścińska, ur. ok. 1830), która popełniła samobójstwo w Słupnej (9 maja 1848) – w literaturze określana jako kurtyzana okazała się być jednym z podkomendnych przygotowywanego oddziału. Również niewyjaśniony pozostaje związek Sułkowskiego z opiekunką jego syna Anną Schab (Nenette Roland), urodzoną w Lipniku, a zamieszkałą w wiedeńskiej dzielnicy Josefstadt, którą uczynił jednym ze swoich spadkobierców .

### Morderstwo matki
Matka Maksymiliana – Luiza von Larisch-Nimsdorf zginęła 3 marca 1848 w godzinach wieczornych, w salonie dworu w Słupnej, trafiona strzałami z broni palnej. O zabójstwo oskarżeni zostali Josef Franke, książęcy plenipotent i Karl Obst siodlarz i pracownik kolei. Franke zbiegł jednak po pewnym czasie został ujęty i podobnie jak Obst zmarł w więzieniu. Podejrzaną była również szwagierka Franke (rzekoma kochanka księcia) Florentyna Trzaskalik jednak po całym wydarzeniu ślad po niej zaginął . Mimo długotrwałego procesu i skazania sprawców na Sułkowskim ciąży piętno matkobójcy. Stało się tak, mimo że jego związek z morderstwem matki został podważony we wstępie do książki „Le Régent Mustel” autorstwa Alexandra Dumasa syna, który przebywał w Mysłowicach i Słupnej w maju 1851 roku . Cytował on słowa spotkanego w Mysłowicach polskiego emigranta z Francji (bliżej nieznanego), który miał znać szczegóły wydarzeń i zapytany o winę księcia odrzekł:

Zawinił tylko tym, że tak jak ojciec [Jan Nepomucen] został rewolucjonistą i dał się zabić na barykadzie. Prawdziwy morderca całą winę zrzucił na niego.

Opinia o Sułkowskim jako matkobójcy została wykreowana głównie na podstawie niemieckojęzycznych autorów powieści sensacyjnych o zabarwieniu kryminalnym. Sprawcami tego mitu stali się: Henriette Keller, Luisa Mühlbach, Maksymilian Ring i Luise Crull. Pojawiające się kolejno utwory były wzorowane na sobie, pogłębiając fikcję literacką 
Do niektórych, w okresie międzywojennym, odniósł się Adolf Nowaczyński na łamach „Polonii”, gdzie napisał:

Ale jest tam w ziemi [śląskiej] jeden temat doprawdy di primo Castello, po prostu nieodkryta kopalnia, materiał, które polskie pióro powieściopisarskie powinno właściwie rehabilitować. […] Grafomanjacy niemieccy zanieczyścili tę całą historię trzykrotnie. Największe powodzenie miała obróbka, dokonana przez słynne piszące swego czasu babsko, wabiące się Luise Mühlbach. Ta przestępczyni, recydywistka w powieściopisarstwie oszkaradziła i ten temat wspaniały akurat w roku 1863-cim podczas powstania, aby przy okazji naszkalować Polaków, co się zmieści.

Nowaczyński w podobny sposób odniósł się do pozostałych autorów, późniejsi badacze, m.in. Ryszard Kincel, nie brali jednak pod uwagę jego zdania. Mimo że Frankego uznano za winnego i zamknięto w więzieniu, jego współudział w morderstwie nie do końca wydaje się jasny. Okazuje się, że podobnie jak Maksymilian Sułkowski był aktywnym uczestnikiem Wiosny Ludów. Posiadając od stycznia 1848 paszport, po śmierci księżnej przedostał się na Węgry, gdzie wziął udział w tamtejszych wydarzeniach Wiosny Ludów. Po upadku rewolucji zbiegł do Turcji, a po powrocie do monarchii został aresztowany i osadzony w Budzie (Ofen), skąd udało mu się ponownie zbiec, tym razem przez Turcję do Anglii. Tam wstąpił do Legii Cudzoziemskiej i został przeniesiony na Helgoland, gdzie prowadził zaciągi. Ścigany listami gończymi i śledzony przez pruskich agentów, został aresztowany w Hamburgu, gdzie próbował dostać się na statek płynący do Ameryki .